# Pastel del novio

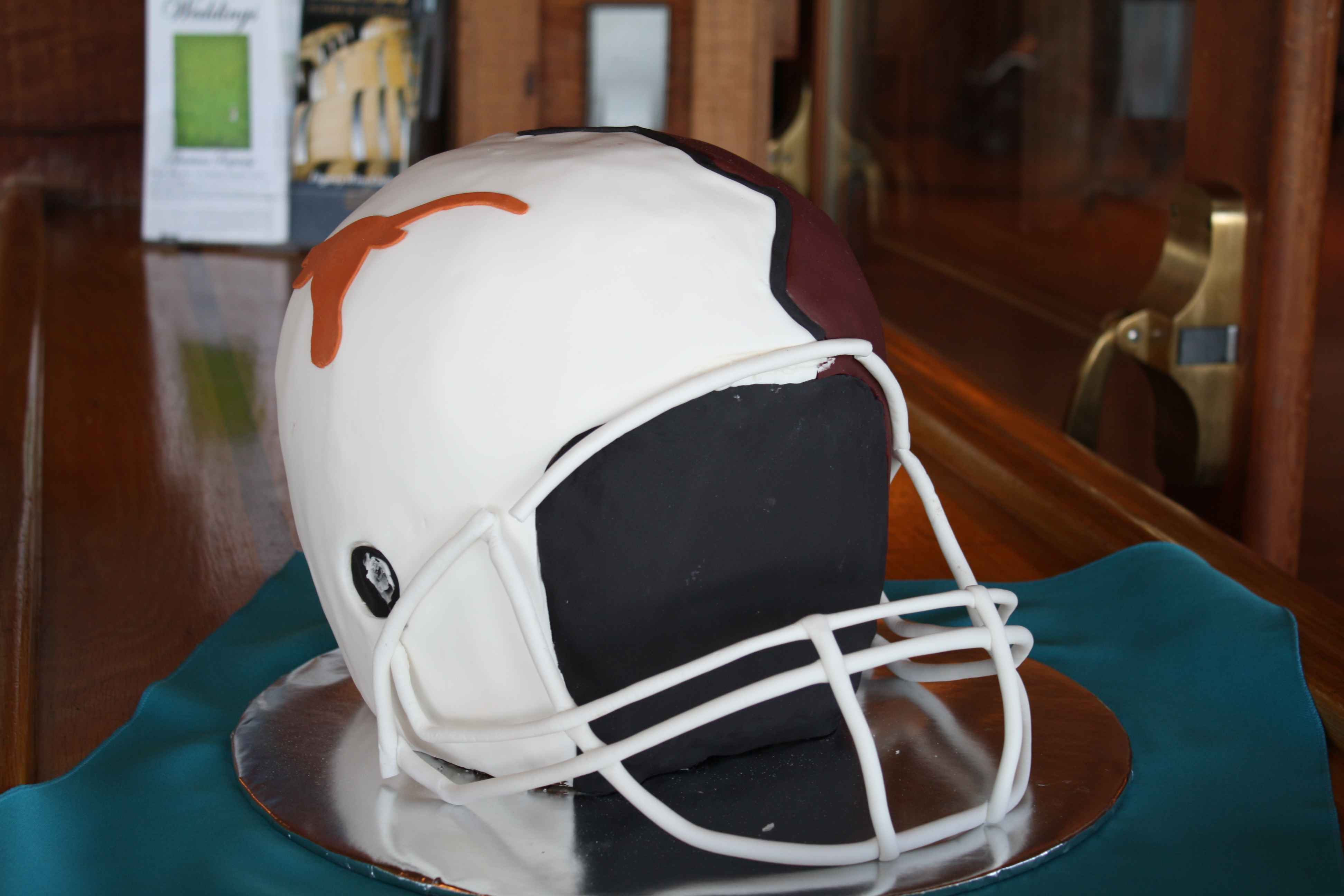
Pastel del novio (groom's cake) en forma de casco de fútbol americano.

Un pastel del novio es un pastel de bodas asociado con el Sur de Estados Unidos. Mientras que un pastel de bodas a menudo puede ser decorado en color blanco y/o una textura más suave, el pastel del novio puede tomar una variedad de formas, muchas incorporando chocolate o frutas. El pastel de queso a veces sirve como un pastel del novio. El pastel del novio es servido por lo general en una mesa separada del pastel de bodas en una recepción de boda, aunque puede ser servido como un postre para una cena de ensayo.